# Marshall Fritz

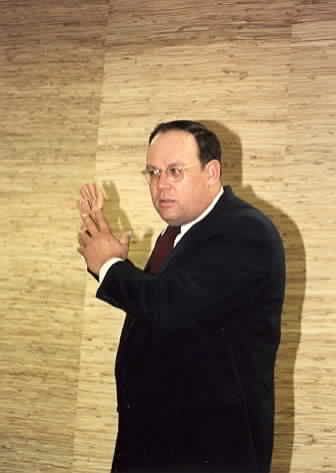
Marshall Fritz

Marshall Fritz (ur. 10 marca 1943 w Inglewood, zm. 4 listopada 2008 we Fresno) – amerykański, libertariański aktywista oraz działacz społeczny. Założyciel oraz prezes Alliance for the Separation of School and State, organizacji dążącej do zniesienia szkolnictwa publicznego. Wcześniej, bo w 1985, założył Advocates for Self-Government, libertariańską organizację non-profit, która ma na celu edukację młodych ludzi w kierunku idei wolnościowych. Był także twórcą World’s Smallest Political Quiz.
Zmarł we Fresno na raka trzustki.
9 dni po śmierci Marshalla, Ron Paul, który wtedy zasiadał w kongresie Stanów Zjednoczonych, złożył mu oficjalny hołd, wygłaszając przemowę przed całym parlamentem.
Swój bakalaureat otrzymał w 1964 na California State University Fullerton. Był pobożnym katolikiem.
Miał żonę Joan oraz czworo dzieci.